# Centrum architektury a městského plánování (Praha)

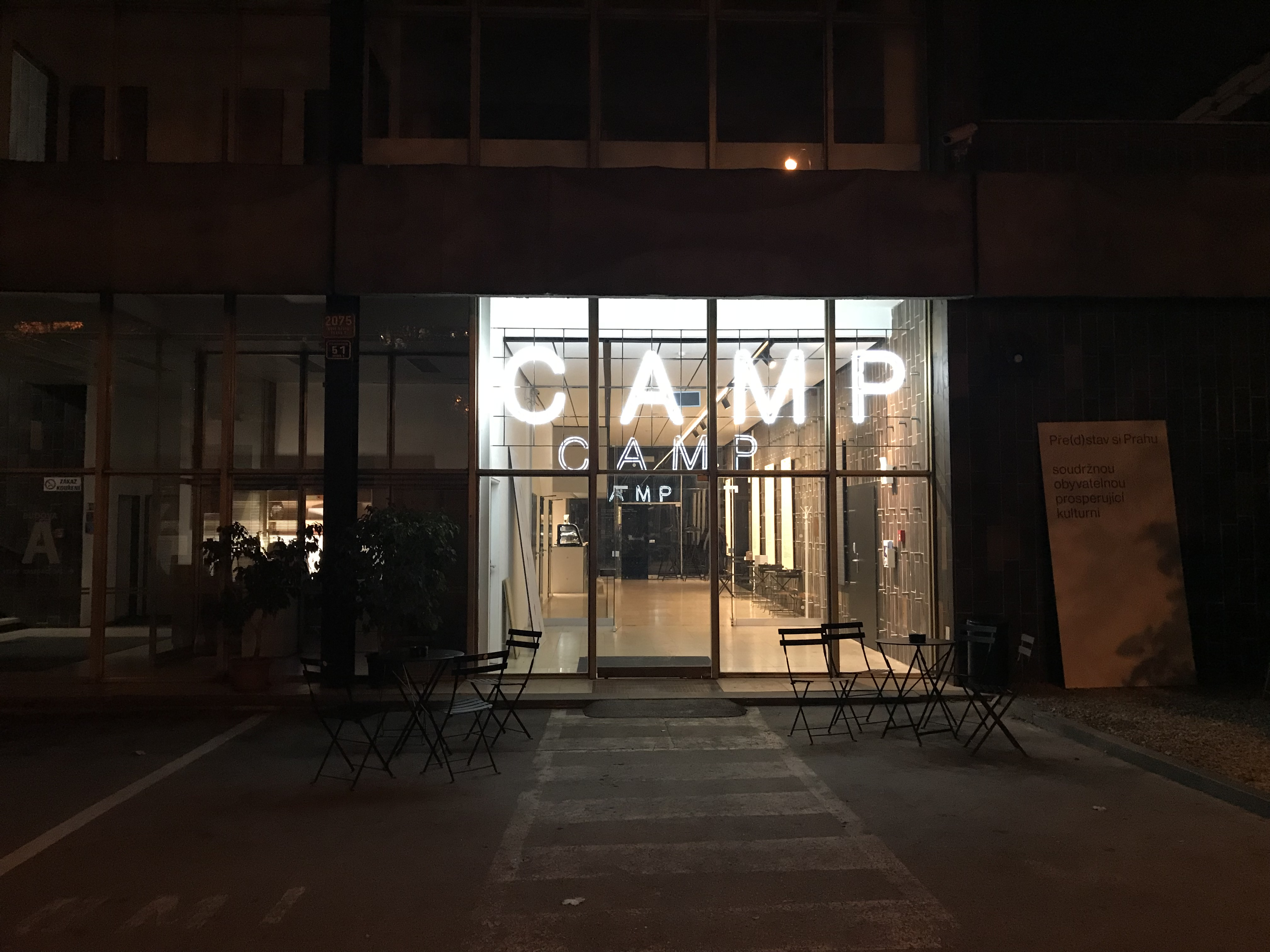
Vstup do Centra architektury a městského plánování v noci

Centrum architektury a městského plánování (CAMP) je informační centrum a místo v Praze, jehož úkolem je zlepšit veřejnou diskuzi o rozvoji tohoto města. Slouží nejen architektům, projektantům, investorům, ale hlavně městským částem, neziskovým organizacím a občanům, kteří hledají zdroj informací o dění ve městě a jeho budoucnosti. Spadá pod Institut plánování a rozvoje hl. m. Prahy, což je koncepční pracoviště pro rozvoj architektury, urbanismu a veřejných prostorů Prahy. CAMP sídlí stejně jako IPR v budovách bývalého Sdružení projektových ateliérů na Praze 2. Prostory CAMPu jsou veřejně přístupné, funguje zde galerie, přednáškový sál pro až 110 diváků, kavárna, knihovna a studovna. Odehrávají se zde výstavy, promítání tematických filmů, přednášky či odborné diskuze.

## Historie
CAMP byl otevřen 21. září 2017, byl plánován již od dob založení IPR v roce 2012. Inspirace pro založení tohoto centra architektury byl pařížský Pavilon Arsenal, výstavní, dokumentační a informační centrum architektury a urbanismu Paříže. U myšlenky zrodu CAMPu stál ředitel IPRu, Ondřej Boháč. Za první měsíc po otevření navštívilo CAMP zhruba 5000 lidí.
V CAMPu je pravidelně udělována například cena Architekt roku.

## Výstavy

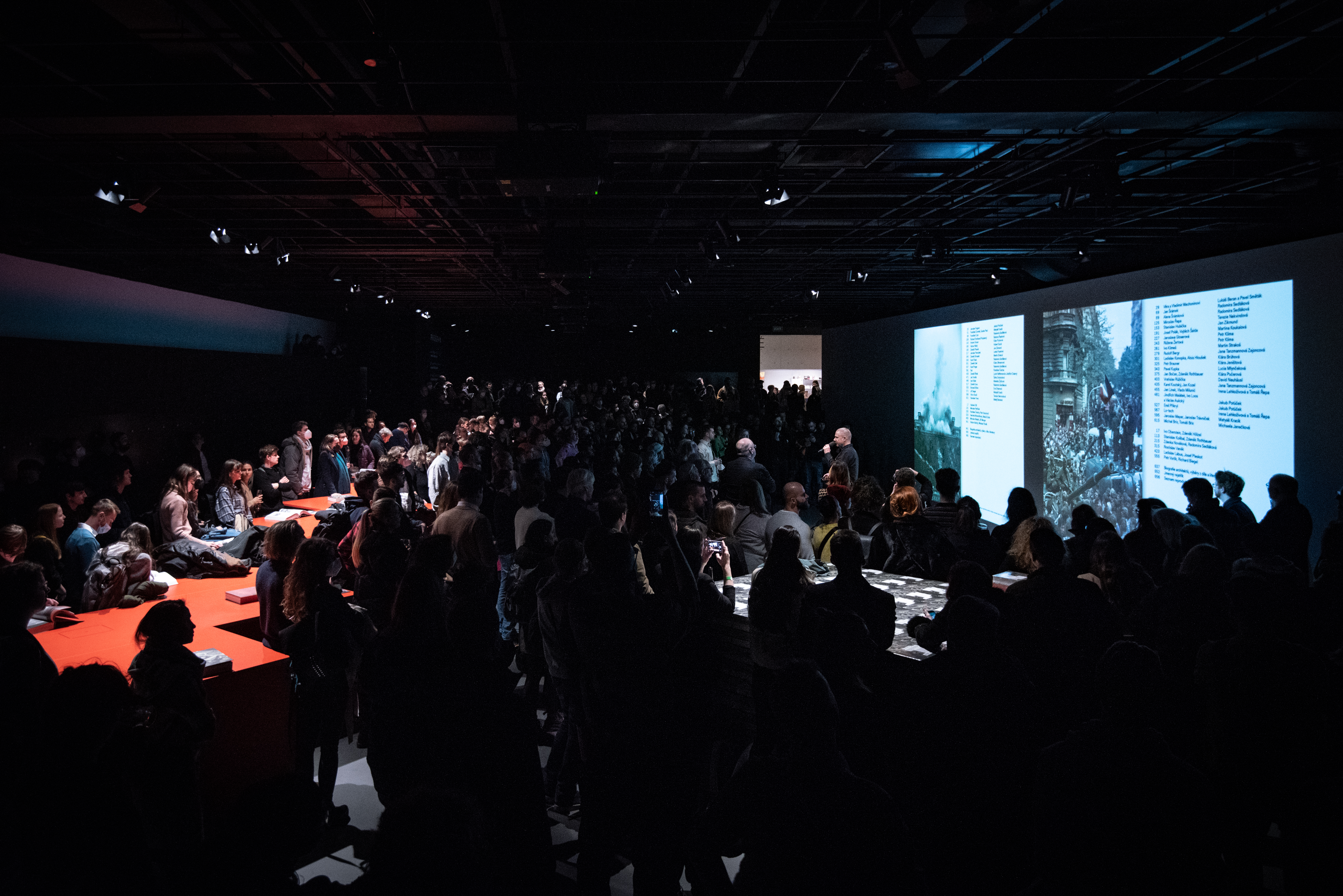
Vernisáž výstavy „Architektura 58-89" v CAMP, 2022

- Praha zítra? (2017) – nové stavební projekty Prahy
- Smíchov City: Od nádraží k nové čtvrti (2017–2018) – představení projektu Smíchov City
- Pře(d)stav si Prahu! (2018) – interaktivní výstava, návštěvník si mohl zkusit ovlivnit město z pohledu plánovače[7]
- Homo Urbanus (2018) – čtyřdenní výstava představující obyvatele světových metropolí[8]
- Praha zítra? (2019) – představení 76 nových stavebních projektů Prahy
- Cityblok (2019) – výstavba představující 17 objektů veřejného prostoru, které ovlivňují charakter města a lidé si jich přestali vnímat[9]
- Rohanský ostrov: Nový Karlín? (2019–2020)
- Urbania: 8 principů městského rozvoje (2020)
- Nákladové nádraží Žižkov: druhý život? (2021) – výstava o projektu nové čtvrti na území žižkovského nákladového nádraží
- Architektura 58-89 (2022) – výstava knihy Architektura 58-89 (Bigg Boss) s tematickou audiovizuální projekcí
- To je Plán! (2022) – výstava k novému územnímu plánu (Metropolitnímu plánu) pro Prahu